# Gorgotoqui
Gorgotoqui (Gorgotoki; pl. Gorgotoquies, Gorgotokis), jedna od 108 porodica Riveta i Loulotke i pleme američkih Indijanaca koje je u 16. stoljeću živjelo u bolivijskom Chacu u susjedstvu plemena Chiquito. Jezično nisu srodni nijednoj poznatoj grupi pa su vođeni pod samostalnu porodicu Gorgotoqui.
Metraux ih u Handbooku of So. Am. Indians (1948.) locira između 16° južne širine i 62°30′ zapadne dužine, a to je malena enklava na govornom područjažu Chiquito Indijanaca, a u njihovoj blizini su u vrijeme prvih kontakata s Europljanima živjele i druge manje plemenske skupine različitog jezičnog pordrijetla. Za plemena Nambu, Tacumbiacu i Tamacoci, koji su živjeli njima na zapad, jezična pripadnost je nepoznata.
Otac Diego Martinez na gorgotoqui jeziku napisao je katekizam, a otac Gaspar Ruíz sastavio je rječnik njihovog jezika, ali je izgubljen.
Ñuflo de Chávez 26. veljače 1561. osniva grad Santa Cruz de la Sierra gdje se nalazila zemlja plemena Gorgotokis i Cibacicosis Indijanaca. Diego Martínez i Andrés Ortiz proveli su pokrštavanje ovih plemena, koja su po svoj prilici izgubila identitet u Chiquito populaciji.

## Vanjske poveznice
- NAZION CAMBA - En contra de la Nacion Camba racista y xenófoba